# 인천송명초등학교
인천송명초등학교는 대한민국 인천광역시 연수구에 있는 공립 초등학교로, 2014년에 개교하였다.

## 학교 연혁
- 2014. 03. 01 인천송명초등학교 개교(24학급 360명), 인천송명병설유치원개원(3학급 74명)
- 2014. 03. 01 노희정 교장선생님 취임
- 2014. 09. 01 2학기 학급재편성(2, 5학년 1학급 증설, 전체 26학급)
- 2014. 09. 01 인천송명초등학교 학급 증설 (26학급 614명)
- 2014. 10. 08 개교기념식
- 2014. 12. 12 교육과정 자율학교 지정(5년)
- 2014. 12. 30 인천광역시 창의, 인성교육활동 우수학교 선정
- 2015. 02. 13 제1회 졸업식(남:54, 여:45, 계:99명)
- 2015. 03. 01 30학급 편성
- 2020. 01. 10 제6회(최초1학년~6학년 전과정) 졸업식

## 참고 자료
- 인천송명초등학교 - 한국교육학술정보원 학교알리미